# Marpes
Marpes este o arie protejată (arie specială de conservare — SAC, sit de importanță comunitară — SCI, arie de protecție specială avifaunistică — SPA) din Suedia întinsă pe o suprafață de 151,2 ha, integral pe uscat.

## Localizare
Centrul sitului Marpes este situat la coordonatele 57°55′49″N 19°04′56″E / 57.9302°N 19.0821°E.

## Înființare
Situl Marpes a fost declarat sit de importanță comunitară în aprilie 2004 pentru a proteja 1 specie de plante și 8 specii de animale. Alte tipuri de protecție:
- arie de protecție specială avifaunistică (în aprilie 2004)[4]
- arie specială de conservare (în martie 2011)[3][5][6]

## Biodiversitate
Situată în ecoregiunile boreală și marină baltică, aria protejată conține 9 habitate naturale: Pășuni de coastă din Baltica boreală, Pajiști cu Molinia pe soluri calcaroase, turboase sau argilos-nămoloase (Molinion caeruleae), Mlaștini calcaroase cu Cladium mariscus și specii de Caricion davallianae, Vegetație perenă pe țărmurile stâncoase, Pășuni din zone de pădure fino-scandinave, Alvar nordic și șisturi calcaroase precambriene, Golfuri mici largi și golfuri puțin adânci, Mlaștini alcaline, Pajiști uscate seminaturale și facies de acoperire cu tufișuri pe substraturi calcaroase (Festuco-Brometalia) (* situri importante pentru orhidee).
La baza desemnării sitului se află mai multe specii protejate:
- plante (1): moșișoare (Liparis loeselii)
- păsări (8): caprimulg (Caprimulgus europaeus), cocor (Grus grus), sfrâncioc roșiatic (Lanius collurio), ciocârlie de pădure (Lullula arborea), chiră mică (Sterna albifrons), pescăriță mare (Sterna caspia), chiră de baltă (Sterna hirundo), Sterna paradisaea